# Phytomyza majalis
Phytomyza majalis este o specie de muște din genul Phytomyza, familia Agromyzidae, descrisă de Zlobin în anul 1994. Conform Catalogue of Life specia Phytomyza majalis nu are subspecii cunoscute.